# 塚町駅
塚町駅（つかまちえき）は、かつて福井県武生市（現・越前市）に存在した福井鉄道南越線の駅（廃駅）である。

## 歴史
- 1914年（大正3年）1月29日：南越鉄道により岡本新 - 社武生間開業時に開業。
- 1941年（昭和16年）7月2日：福武電気鉄道への合併により同社の駅となる。
- 1945年（昭和20年）8月1日：福武電気鉄道が福井鉄道へ改称したことにより同社の駅となる。
- 1981年（昭和56年）4月1日：粟田部 - 社武生間廃線により廃駅。

## 駅構造
単式ホーム1面1線を有する小さな委託駅だった。

## 駅跡
駅の名をとどめるものは残っていない。村国方に路盤跡と橋台が残る。

## 隣の駅
福井鉄道
南越線
村国駅 - 塚町駅 - 北村駅